# Alandur
Alandur är en del av en befolkad plats i Indien.   Den ligger i distriktet Kancheepuram och delstaten Tamil Nadu, i den södra delen av landet, 1 800 km söder om huvudstaden New Delhi. Alandur ligger 15 meter över havet och antalet invånare är 153 775.
Terrängen runt Alandur är mycket platt.  Närmaste större samhälle är Madras, 12,3 km nordost om Alandur. Runt Alandur är det i huvudsak tätbebyggt.